# De dolle tweeling
De Dolle Tweeling is een serie van zes boekjes van de Britse schrijfster Enid Blyton. De boeken verschenen van 1941 tot 1945 in het Engels als de St. Clare's serie. De boeken werden in het Nederlands vertaald door Margaret R. Schilders. De boeken werden uitgegeven in de Valkenserie, door Het Goede Boek in Huizen.

## Verhaal
De serie speelt zich af op de kostschool St. Clare's in Oxford, waar de tweeling Pat en Ann allerlei spannende en avontuurlijke dingen meemaken.

## Boeken
- De dolle tweeling naar kostschool (1941, Valkenserie nr. 10)
- De dolle tweeling in opstand (Valkenserie nr. 11)
- De dolle tweeling op avontuur (Valkenserie nr. 12)
- De dolle tweeling in de tweede (Valkenserie nr. 13)
- De dolle tweeling in spanning (Valkenserie nr. 14)
- De dolle tweeling overwint (Valkenserie nr. 15)
- De dolle tweeling: omnibus

Pamela Cox heeft twee boeken geschreven ter aanvulling van de serie, namelijk The Third Form at St. Clare's (De dolle tweeling in de derde) (2000) en The Sixth Form at St. Clare's (De dolle tweeling in de zesde) (2000).

## Verfilming
De boeken zijn in Duitsland verfilmd, waarbij de namen van de tweeling zijn gewijzigd in Hanni en Nanni. De kostschool, die de Lindenhof wordt genoemd, staat in de films in Duitsland. De films zijn in Nederland in een Nederlands gesproken versie uitgebracht.

## Tekenfilm
De serie werd door Tokyo Movie Shinsha aangepast tot een anime-televisieserie uit 1991, De Duitse eerste uitzending vond plaats in 1994 op de televisiezender Nederland 3, tot 1999. Verdere herhalingen ook op Z@ppelin in 2000 naar 2008 en Ketnet in België van 1998 naar 2010.